# Cyllogenes suradeva
Cyllogenes suradeva là một loài bướm Satyrinae được tìm thấy ở Himalaya, trong các vùng Sikkim và Bhutan.
Theo Evans, nó được xếp loại "hiếm".